# Суслов Микола Якович
Микола Якович Суслов (9 грудня 1934, село Крапивинці, тепер Арбазького району Кіровської області Російська Федерація — загинув 5 вересня 1982, місто Ленінград, тепер Санкт-Петербург, Російська Федерація) — радянський діяч, 2-й секретар Ленінградського міського комітету КПРС, 2-й секретар Ленінградського обласного комітету КПРС. Член ЦК КПРС у 1981—1982 роках.

## Життєпис
Народився в багатодітній селянській родині. У 1954 році закінчив Ризьке морехідне училище.
У 1954—1956 роках — матрос, штурман на суднах Чорноморського і Балтійського морських пароплавств.
У 1956—1961 роках — курсант Ленінградського вищого інженерного морського училища імені адмірала Макарова.
Член КПРС з 1961 року.
У 1961—1963 роках — секретар комітету ВЛКСМ Балтійського морського пароплавства.
У 1963—1964 роках — перший помічник капітана із політичної роботи на суднах закордонного плавання Балтійського морського пароплавства.
Закінчив курси Вищої партійної школи ЦК КПРС.
У 1965—1966 роках — перший помічник капітана із політичної роботи на суднах закордонного плавання Балтійського морського пароплавства.
У 1966—1969 роках — заступник секретаря партійного комітету Балтійського морського пароплавства.
У 1969—1970 роках — заступник завідувача, в 1970—1975 роках — завідувач відділу транспорту і зв'язку Ленінградського обласного комітету КПРС.
У 1975—1979 роках — 1-й секретар Петроградського районного комітету КПРС міста Ленінграда
У 1979—1980 роках — секретар Ленінградського міського комітету КПРС.
У 1980 році — 2-й секретар Ленінградського міського комітету КПРС.
31 жовтня 1980 — 5 вересня 1982 року — 2-й секретар Ленінградського обласного комітету КПРС.
5 вересня 1982 року трагічно загинув під час автомобільної катастрофи.

## Нагороди і звання
- орден Трудового Червоного Прапора
- орден Дружби народів
- медалі